# Rutsweiler an der Lauter
Rutsweiler an der Lauter là một đô thị ở huyện Kusel, bang Rheinland-Pfalz, phía tây nước Đức. Đô thị Rutsweiler an der Lauter có diện tích 4,32 km².